# Convolvulus dorycnium
Convolvulus dorycnium is een plant uit de windefamilie. De wetenschappelijke naam kreeg de soort in 1759 van Carl Linnaeus.

## Beschrijving
De plant is een overblijvende plant met veel zachtgroene, bladloze eenjarige stengels. De stengels kunnen aan de voet verhout zijn. De tweeslachtige, 2–3 cm grote roze bloemen verschijnen van april t/m juli resp. van april t/m augustus.

## Verspreiding
De plant komt voor in het oostelijke deel van het Middellandse Zeegebied, van Zuid-Griekenland, Kreta, de Egeïsche eilanden, Cyprus, Anatolië, Israël, Jordanië en in Noord-Afrika westwaarts tot Tunesië, inclusief Malta.
Naar het oosten loopt het verspreidingsgebied ten minste door tot Iran.
Ze komt voor op rotsige, stenige, kalkrijke hellingen en langs wegen.

## Taxonomie
Er worden drie ondersoorten onderscheiden:
- Convolvulus dorycnium subsp. dorycnium
- Convolvulus dorycnium subsp. oxysepalus (Boiss.) Rech.f.
- Convolvulus dorycnium subsp. subhirsutus (Regel & Schmalh.) Sa'ad.